# YOKOHAMA AIR CABIN

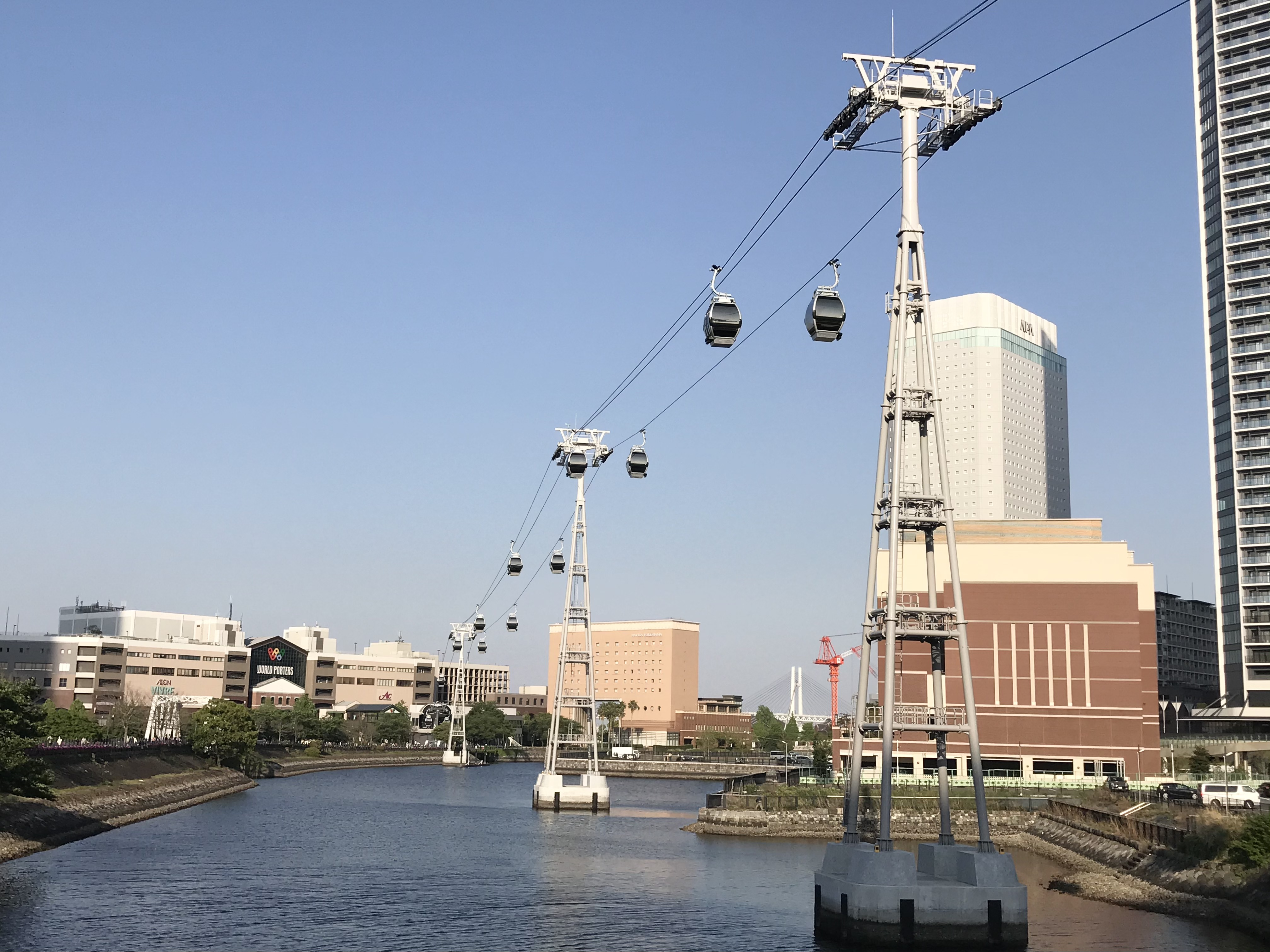
운하 위를 통과하는 삭도

YOKOHAMA AIR CABIN은 일본 가나가와현 요코하마시 나카구 요코하마 미나토미라이 지구에서 센요 흥업이 운영하는 삭도다. 기샤미치를 따라 사쿠라기초역 - 운하파크역 간 629 미터를 편도 약 5분으로 연결한다.